# San José Ayuquila
San José Ayuquila è un comune del Messico, situato nello stato di Oaxaca.